# Banco Herrero

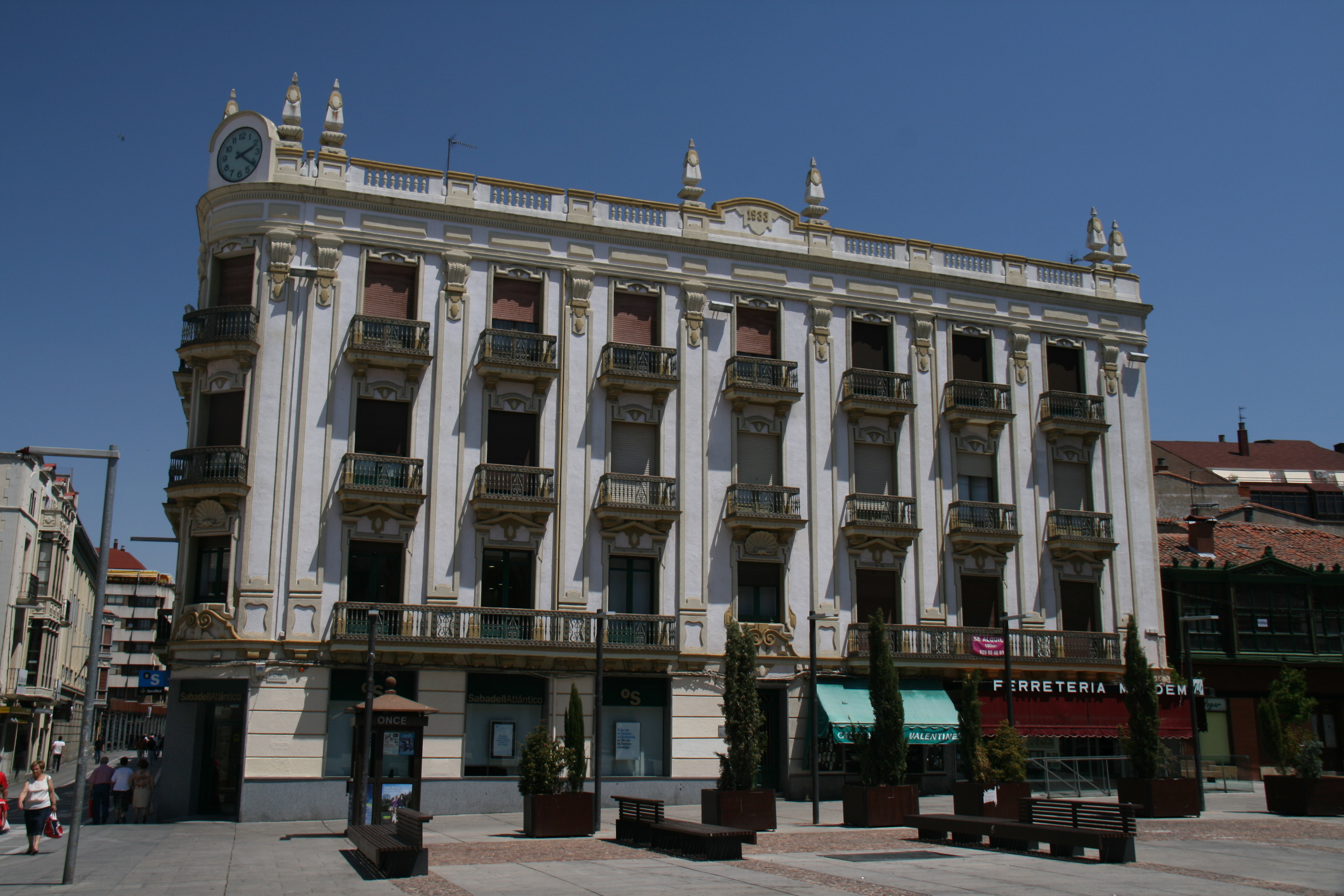
Seu del Banc Herrero a Zamora, situat en un dels seus carrers principals: carrer de Santa Clara.

Banco Herrero fou un banc fundat a Oviedo (Astúries) el 1911 per Policarpo Herrero Vázquez, qui en fou el seu president fins a l'any 1929. Actualment és la marca comercial del Banc Sabadell a Astúries i Lleó.

## Història
El 1929, després de la mort del fundador, esdevingué president de l'entitat el seu fill Ignacio Herrero de Collantes. El 1961 passa a ser president del Banc Ignacio Herrero Garralda, fill d'Ignacio Herrero de Collantes i net del senyor Policarpo Herrero Vázquez.
El 1965 s'obren oficines a Madrid, el 1969 en Gijón, el 1970 a Avilés, seguint Bilbao el 1974, Barcelona, Vitòria, Sant Sebastià, Logronyo o Saragossa (totes elles el 1975). Més endavant, el 1984, va adquirir la també asturiana Banca Masaveu, dins del procés de reprivatització de les empreses pertanyents al grup empresarial Rumasa.
El 1995 es nomena nou president a Ignacio Herrero Álvarez, fill d'Ignacio Herrero Garralda i besnet del fundador. Aquest mateix any, els seus accionistes van vendre els seus títols a La Caixa, perdent a partir de llavors la seva independència i passant a integrar-se en aquest grup financer d'arrels catalanes.
L'any 2001 es va integrar en el grup financer Banc Sabadell (ja propietari d'una altra entitat de crèdit asturiana, el Banc d'Astúries) mitjançant una venda efectuada per La Caixa a canvi d'una participació en el capital del Banc Sabadell.
Finalment, el Banc Herrero va desaparèixer com a persona jurídica el setembre de 2002, en ser fusionat per absorció amb el Banc Sabadell, quedant des de llavors relegat al paper de marca comercial d'aquesta entitat al Principat d'Astúries i Lleó.
L'antiga seu del Banc Herrero estava situada en un imponent edifici al carrer Fruela d'Oviedo realitzat amb el canvi de segle (del XIX al xx), i encara en funcionament pel Banc Sabadell. En aquest indret es van filmar escenes de la pel·lícula Luz de domingo de José Luis Garci.